# Martin Boyle
Martin Boyle, né le 25 avril 1993 à Aberdeen, est un footballeur international australien. Il évolue au poste d'attaquant avec l'Hibernian FC.

## Biographie

### En club
Lors de la saison 2016-2017, il inscrit huit buts en deuxième division écossaise, et dispute deux matchs en Ligue Europa.
Le 21 janvier 2022, il rejoint Al Faisaly.

### En équipe nationale
Il honora sa première sélection le 17 novembre 2018, lors d'une rencontre amicale contre la Corée du Sud soldée par un match nul 1-1. 
Le 8 novembre 2022, il est sélectionné par Graham Arnold pour participer à la Coupe du monde 2022.

## Palmarès
- Champion d'Écosse de D2 en 2014 avec le Dundee FC et en 2017 avec l'Hibernian FC
- Finaliste de la Coupe de la Ligue écossaise en 2016 et 2021 avec l'Hibernian FC
- Finaliste de la Coupe d'Écosse en 2021